# 国际检验检测认证理事会
国际检验检测认证理事会（Testing, inspection and certification，TIC)是檢測、检验、品質保證和認證行业的全球性組織，总部位於比利时布鲁塞尔。其成员包括全球检测、检验与认证行业的90多家企业。2022年7月12日，国际检验检测认证理事会上海代表处啟動。